# Eochaid Ier de Dalriada
Pour les articles homonymes, voir Eochaid.
Eochaid Buide est le roi des Scots de Dál Riata de 608 à 629 environ.

## Règne
À la suite de la disparition de tous ses frères aînés au combat Eochaid Buide (cheveux jaunes,  c'est-à-dire le blond) succéda donc à son père Aedan mac Gabráin vers 608 conformément à la prophétie de Saint Colomba rapportée par Adoman.
Les annalistes irlandais notent que pendant son règne « Les martys d'Eig i.e Donnan d'Eig avec 115 autres martyrs furent brûlés vifs (par les Pictes ?) le 15 de Calendes de mai 617 »  ainsi que la disparition  de son frère Conaing mac Aedan noyé en 622.
Eochaid Buide semble avoir poursuivi l’expansion vers l’est afin de soutenir ses droits paternels au détriment des Pictes. Il est d’ailleurs qualifié dans les Annales d'Ulster de « Rex Pictorum » lors de sa mort après 20 ans de règne en 629, bien qu’il ne figure dans aucune des listes de la Chronique Picte.

## Descendance
Le Senchus Fer n-Alban accorde à Eochaid Buide une postérité de huit fils dont trois furent ses successeurs sur le trône de Dal Riada :
- Connad Cear[6] ;
- Domnall Brecc ;
- Domnall Dond ;
- Conall Crandomna ;
- Conall Becc père de Brán (mort en 695)[7] ;
- Faible (mort en 629)[8] ;
- Domangart ;
- Cu-cen-mathair (mort en 604)[9].

Selon le poème irlandais médiéval Fled Dúin na nGéd (Le banquet de Dún na Géd), il serait également le grand-père maternel de Congal Cáech roi des Cruithnes du Dál nAraidi roi d'Ulster et prétendant au titre d'Ard ri Érenn.